# كريسي والاس
كريسي والاس (بالإنجليزية: Chrissy Wallace)‏ هي سائق سيارة سباق أمريكية، ولدت في 15 مايو 1988 في سانت لويس في الولايات المتحدة.

## وصلات خارجية
- الموقع الرسمي
- كريسي والاس على موقع Racing-Reference.info (الإنجليزية)